# IT governance
Con governo dell'IT, o equivalentemente nella forma inglese IT governance, si intende quella parte del più ampio governo d'impresa che si occupa della gestione dei sistemi TI (ossia di Tecnologia dell'Informazione) in azienda; il punto di vista della IT governance è rivolto alla gestione dei rischi informatici e all'allineamento dei sistemi alle finalità dell'attività.
Il governo d'impresa si è molto sviluppato in seguito ai recenti sviluppi normativi in USA (Sarbanes-Oxley) ed Europa (Basilea II) che hanno avuto notevoli ripercussioni anche sulla gestione dei sistemi informativi. L'attività di analisi attraverso cui si perseguono questi obiettivi è l'IT auditing (revisione IT).

## Definizioni
In letteratura sono disponibili diverse definizioni, secondo l'IT Governance Institute: «L'IT Governance è responsabilità diretta del consiglio di amministrazione e del management esecutivo. È parte integrante della governance aziendale ed è costituita dalla direzione, dalla struttura organizzativa e dai processi in grado di assicurare che l'IT sostenga ed estenda gli obiettivi e le strategie dell'organizzazione.»
Un'altra definizione è:«L'IT Governance può essere definita come la capacità organizzativa esercitata dal consiglio, dai manager esecutivi e dai manager IT di controllare la formulazione e l'implementazione di una strategia IT e di assicurare un'integrazione tra business e IT.»

## Finalità
Gli obiettivi principali dell'IT governance sono:
- assicurare che gli investimenti IT generino valore per l'azienda
- gestire e mitigare i rischi associati con l'IT.

Questi obiettivi possono essere raggiunti definendo e realizzando una struttura organizzativa in azienda con ruoli e responsabilità ben chiari per quanto riguarda i temi correlati ai sistemi informativi: sicurezza, processi aziendali, infrastruttura, analisi dei rischi, applicazioni, ecc.

## Framework
Sono stati realizzati diversi framework(schemi) concettuali per un corretto approccio ai temi dell'IT governance.
I principali sono:
- “Board Briefing on IT Governance” a cura dell'IT Governance Institute (ITGI) che ha poi sviluppato il tema attraverso le pubblicazioni della serie “Val IT”
- “Control Objectives for IT” (COBIT) a cura di ISACA che approfondisce il tema del controllo e della sicurezza dei processi aziendali interessati all'IT.
- "L'IT Infrastructure Library" (ITIL) sviluppato dall'United Kingdom's Office of Government Commerce in partenariato con l'IT Service Management Forum.
- ISO 20000, uno standard internazionale sviluppato per fornire una base comune ed accettata a livello internazionale nel campo della gestione dei servizi IT. È emesso dall'ISO (International Organization for Standardization)
- ISO 27000, una serie di standard dedicati al vasto tema della sicurezza dei sistemi informativi. È emesso dall'ISO (International Organization for Standardization) e dallo IEC (International Electrotechnical Commission).
- Il CMMI (Capability Maturity Model Integration), una migliore pratica per il perfezionamento dei processi focalizzato sui processi di sviluppo e manutenzione, supporto prodotti e servizi. Pubblicato dal SEI (Software Engineering Institute).
- Il PMBOK (Project Management Body of Knowledge), una guida che raccoglie la conoscenza disponibile nel campo del Project Management, emessa dal PMI (Project Management Institute)